# HMS Queen (1839)

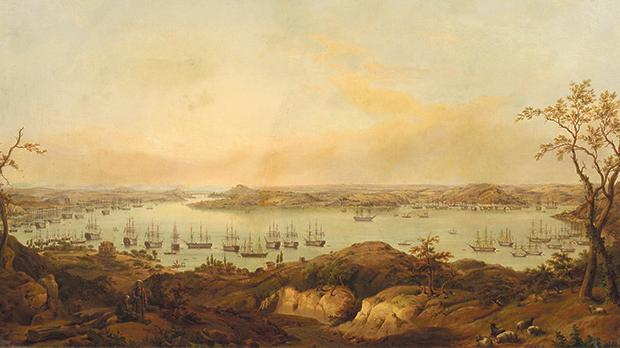
«Королева» та союзні флоти на якорі в Босфорі, кінець 1853 року; прелюдія до Кримської війни. Джузеппе Шранц

HMS «Queen» (перекладається як «Королева») — був 110-гарматним лінійним кораблем першого рангу Королівського військово-морського флоту, спущений на воду 15 травня 1839 року в Портсмуті. Він був останнім лінійним кораблем, замовленим для будівництва виключно під вітрилами. Наступні кораблі замовлялися як з вітрилами, так і з паровими двигунами. Усі британські лінійні кораблі будувалися з вітрильним оснащенням до 1870-х років. HMS «Королева» отримала допоміжний паровий двигун наприкінці 1850-х років. Корабель було розібрано в 1871 році.

### Замовлення
Він був замовлений у 1827 році під назвою «Royal Frederick», але перейменований 12 квітня 1839 року, ще перебуваючи на стапелях, на честь нещодавно коронованої королеви Вікторії. Спочатку він був замовлений як останній корабель розширеного класу «Caledonia», але 3 вересня 1833 року його було перезамовлено за новим проєктом сера Вільяма Саймондса.
Це був єдиний корабель, добудований за цим проєктом Саймондса, хоча три інші однотипні кораблі спочатку були замовлені за тим же проєктом; з них корабель, спочатку замовлений на Портсмутській верфі 12 вересня 1833 року як «Royal Sovereign», 12 квітня 1839 року отримав назву «Royal Frederick» і був зрештою добудований як гвинтовий лінійний корабель під назвою «Frederick William». З решти двох запланованих однотипних кораблів, обидва замовлені на Пембрукській верфі 3 жовтня 1833 року, «Algiers» був зрештою добудований як 90-гарматний гвинтовий лінійний корабель, а «Victoria» був зрештою добудований як 90-гарматний гвинтовий лінійний корабель під назвою «Windsor Castle».
У 1842 році корабель відвідала королева Вікторія.

### Кримська війна
«Королева» брала участь у бомбардуванні Севастополя 17 жовтня 1854 року під командуванням капітана Фредеріка Томаса Мічелла. Корабель тричі загорявся і зрештою був змушений відступити з бою. Знаменита черепаха Тімоті, якій було близько 160 років, коли вона померла у 2004 році, була талісманом корабля в цей час.

### Переобладнання
Між серпнем 1858 року та квітнем 1859 року «Королева» отримала допоміжний паровий двигун, і водночас була скорочена з трьох палуб до двох гарматних палуб і переозброєна як 86-гарматний корабель. Її було оснащено двигуном Maudslay, Sons and Field потужністю 500 nhp та одновальним гвинтовим рушієм. Тепер, маючи можливість плавати зі швидкістю 10,5 вузлів (19,4 км/год), вона була введена до складу Середземноморського флоту до 1864 року.

### Розібраний
Корабель було розібрано в 1871 році на Surrey Canal Wharf у Ротергіті, на річці Темза.